# Habib Abid
Habib Abid (arabe : الحبيب عبيد), né en 1960 à Sfax, est un homme politique tunisien. Il est nommé ministre de l'Environnement le 25 août 2024.

## Biographie
Ingénieur des eaux et forêts et docteur en environnement, il est nommé en 2016 comme directeur général des forêts au ministère de l’Agriculture.
En 2017, il rejoint l'Organisation des Nations unies pour l'alimentation et l'agriculture comme expert international en environnement et changements climatiques.
Abid est marié et père de deux enfants.